# Red Paraguaya de la Diversidad Sexual
La Red Paraguaya de la Diversidad Sexual (REPADIS) es una organización civil creada en 2012 con el fin de trabajar en la defensa y promoción de los derechos LGBTI+ en Paraguay. Está compuesta por entidades y activistas paraguayos.

## Historia

### Antecedentes
El movimiento LGTB paraguayo tiene como antecedentes la creación de la primera organización en 1992, denominada Comunidad Homosexual del Paraguay (CHOPA).  Posteriormente, en 1999, surgió el Grupo de Acción Gay Lésbico (GAG-L).
Desde 2002 los informes de la Coordinadora de Derechos Humanos del Paraguay (CODEHUPY) cuentan con un capítulo dedicado a la comunidad LGBT, que es redactado por una coalición de organizaciones referentes.
El 28 de junio de 2003 se realizó el primer acto público en favor de los derechos LGBT, organizado por el GAG-L. La concentración tuvo lugar en la Plaza Italia de Asunción, y fue seguida por marchas anuales desde 2004, en el mismo mes.
De acuerdo a una investigación del Centro de Investigaciones Pew, publicado en 2014, en Paraguay un 82 % está de acuerdo con la opción «El comportamiento homosexual es moralmente incorrecto», mientras que un 10 % está en desacuerdo. El estudio reveló también que el 81 % de los paraguayos se oponen a permitir que las parejas de gays y lesbianas se casen legalmente. Sólo el 15 % de los paraguayos apoya el matrimonio entre personas del mismo sexo.

### Cronología
La REPADIS fue fundada en 2012 en la ciudad de Asunción.
En 2013 promovió la 10.° Marcha del Orgullo LGBTI del Paraguay, para el mes de junio.
La organización se adhirió en 2017, junto a otras similares, al manifiesto por el Paro Internacional de Mujeres Paraguay, leído durante la marcha que tuvo lugar el 8 de marzo.
A fines de 2017 la REPADIS se unió a la articulación «Igualdad de Género SÍ», formada por unas treinta organizaciones y cuyo objetivo fue defender la incorporación de la perspectiva de género en políticas públicas.
En septiembre de 2019 se presentó la investigación «Acercándonos a los Discursos políticos, institucionales y religiosos en torno a los DDHH de las personas LGBTI en Paraguay», elaborado a partir de documentos, informes y estadísticas de la entidad
El 27 de septiembre de 2019 el intendente de la ciudad de Hernandarias (Alto Paraná), Rubén Rojas, prohibió por resolución la celebración de marchas a favor de los derechos LGBTI, designándolas "contrarias a la moral pública". Esta acción fue rechazada y denunciada públicamente por la organización, como una abierta violación a los derechos humanos y a la Constitución Nacional del Paraguay. A pesar de todo, el 29 de septiembre se celebró la actividad, pero se dieron hechos de violencia, pues los activistas participantes fueron acosados, insultados, agredidos con piedras y petardos por personas autodenominadas «profamilia» y «provida». El 14 de octubre de 2019, la organización apoyó (junto con It Gets Better Paraguay) la acción de inconstitucionalidad presentada por Amnistía Internacional ante la Corte Suprema de Justicia de Paraguay, contra las dos resoluciones de la Junta Municipal de Hernandarias en la misma línea de su intendente. La acción se debió a supuesta vulneración de derechos de minorías en el distrito.
En noviembre de 2019, organizaciones y activistas parte de diversas organizaciones (entre ellas REPADIS) participaron en el "besatón" realizado en Encarnación horas después de la inauguración de un cartel en la entrada de la ciudad, sobre la ruta PY01, con la leyenda “Bienvenidos a Encarnación, ciudad provida y profamilia”, el cual hace referencia a la Resolución Municipal 382/2017, que es considerada como inconstitucional por varios sectores.
En 2020, junto con la organización Panambi y el Mecanismo Nacional de Prevención de la Tortura (MNP), REPADIS acompañó el establecimiento de un pabellón para personas transgénero en la Penitenciaría Padre Juan Antonio. En ese momento, existían 37 personas trans entre las distintas penitenciarías paraguayas.
Debido a la pandemia de COVID-19, en 2020 la 17.ª marcha TLGBI+ se realizó a través de una caravana de vehículos. REPADIS trabajó en la organización de la actividad, junto a otros grupos similares del país, a través de la denominada Coalición TLGBI+.
En noviembre de 2020, junto a la Coordinadora de Derechos Humanos del Paraguay (CODEHUPY), Amnistía Internacional, Diversxs, la Coalición TLGBI, Its Gets Better Paraguay y la Red Contra Toda Forma de Discriminación: se movilizó en la campaña “Birretes arriba por Kimberly”. Esta actividad tuvo el objetivo de que se realice el juramento de la primera abogada trans del Paraguay, Kimberly Ayala, poco antes de que suceda.
Su secretaria general es la activista de los derechos humanos Yren Rotela, considerada una de las siete mujeres trans más influyentes de América Latina.

## Organizaciones miembros de REPADIS
La red incluye a ONG, grupos de base comunitaria y activistas independientes orientados a la defensa y promoción de los derechos humanos de las personas de la diversidad sexual en Paraguay. Las organizaciones que la integran son:
- It Gets Better Paraguay (IGBPy)[31]
- Ñepyru. Centro de Investigación y Ecología Social (Coronel Oviedo)
- Panambi: asociación  de  travestis,  transexuales  y transgéneros del Paraguay
- Escalando: asociación de mujeres trans trabajadoras sexuales
- Unidos por el Arcoíris
- Cristianos Inclusivos del Paraguay[32]
- Casa Diversa